# さそり座AI星
さそり座AI星（さそりざAIせい）は、さそり座の方向にある脈動変光星である。

## 概要
おうし座RV型変光星で、8.88等と11.6等の間を変光する。周期は変光星総合カタログでは71.0日としているが、アメリカ変光星観測者協会では71.9日としている。スペクトル型は変光に伴いG0からK2の間を変化する。おうし座RV型変光星は平均光度が変化しないRVA型と平均光度が変化するRVB型に細分類されるが、さそり座AI星はRVB型に分類される。

## 名称
学名はAI Scorpii（略称：AI Sco）、コルドバ掃天星表での番号はCD-33°12638、ケープ写真掃天星表での番号はCPD-33°4709、ヘンリー・ドレイパーカタログでの番号はHD 320921或いはHDE 320921。